# Домнин, Алексей Михайлович
Алексе́й Миха́йлович До́мнин (24 октября 1928 года — 12 июля 1982 года) — советский писатель, поэт и переводчик, филолог, журналист.

## Биография
Родился в Пензе в 1928 году в семье экономиста, исследователя «Слова о полку Игореве» М. К. Домнина (1890—1957). С 1934 года жил в Перми.
В 1946 году окончил школу, в 1951 году — историко-филологический факультет Молотовского университета (дипломная работа была посвящена «Слову о полку Игореве»). В студенческие годы начал сотрудничать с газетами и журналами «Молодая гвардия», «Сельская молодежь», «Урал» и «Уральский следопыт». После окончания университета несколько лет работал журналистом в Ижевске, одновременно служил в управлении КГБ в Глазове, потом в редакциях газет, в книжном издательстве и на радио.
С 1949 года был издан ряд его книг, в том числе поэтических сборников и произведений для детей. Член Союза писателей СССР (1967). С 1967 по 1977 годы работал над собственным переложением «Слова о полку Игореве». Перевод Домнина получил высокую оценку специалистов. Также поэт читал студентам ПГУ факультативный курс, посвящённый «Слову».
А. М. Домнин известен как переводчик произведений коми-пермяцких авторов и коми-пермяцких легенд, в частности, «Сказа о Кудым-Оше и Пере-охотнике». Также переводил с башкирского, татарского и латышского языков. В частности, в книге «Пой, скворушка!» (последней книге, подготовленной им при жизни в 1982 году).
Скончался 12 июля 1982 года. Похоронен на Южном кладбище, на могиле был установлен бюст работы скульптора Р. Б. Веденеева (ныне в коллекции Музея-заповедника «Пермь-36»). Архив А. М. Домнина хранился в собрании новгород-северского краеведа С. С. Воинова (1942—2014). Имя Домнина в 1997 году присвоено новой улице г. Перми в районе КамГэс.
Супруга — Тамара Сергеевна (ум. 2001), юрист; дети: Елена (Осокина) — биолог, Наталья — геолог, Илья (1959—2022) — физик и писатель.

## Основные издания
- Дикарь. — Пермь, 1959;
- Матушка-Русь. — Пермь, 1960;
- Солнышкин шарф: Сказки. — Пермь, 1962.
- Поход на Югру. — Пермь, 1964. — 56 с.;
- Руки: стихи. — Пермь, 1966. — 52 с.;
- Молния на кочерге. — Пермь, 1967. — 46 с.
- Заклинание огня. — Пермь, 1971. — 80 с.;
- Сказания о Кудым-Оше и Пере-охотнике: по мотивам коми-пермяцких преданий. — Пермь, 1972. — 102 с.
  - 2-е изд. 1990.
- Белый олень. — Пермь, 1974. — 62 с.;
- Матушка-Русь: исторические повести. — Пермь: Книжное издательство, 1975. — 191 с. — (Библиотека приключений и путешествий; вып. 44);
- Берег августа: стихи. — Пермь, 1977. — 110 с.;
- Живая вода: рассказы, сказы, сказки, песни к театральным спектаклям. — Пермь, 1981. — 110 с.;
- Пой, скворушка! : стихи, легенды, сказы, переводы. — Пермь, 1983. — 190 с.;
- Эхо: Стихи. — Пермь, 1988.